# Terser Divishon
De Terser Divishon is sinds 2016 het derde niveau van de voetbalcompetitie in Curaçao. De onderste ploeg van de Segundo Divishon (het tweede niveau) speelt tegen de kampioen van de Terser Divishon een promotie-degradatiewedstrijd om een plaats in de tweede voetbalafdeling.

## Teams 2018
Anno 2018 doen er vijf clubs mee aan de Terser Divishon:
- Haitian Union Club
- Caribbean International University
- Real Buena Vista
- Inter Willemstad
- Atlétiko Saliña